# 八代バスストップ (山梨県)
八代バスストップ（やつしろバスストップ）は、山梨県笛吹市にある中央自動車道上にあるバス停留所である。笛吹八代スマートインターチェンジの本線接続部に設置されている。かつては山梨県道22号と中央自動車道が交差する付近にあったが2017年3月26日の同スマートICの開通に伴い、移設された。
バス事業者では「中央道八代」と案内している。

## 停車する路線
- 中央高速バス甲府線（甲府南経由）（山梨交通・富士急バス・京王バス）
中央道御坂 - 中央道八代 - 中央道境川

## バス停へのアクセス
- JR甲府駅より山梨交通83番「奈良原」行きに乗車し「中央道八代停留所」バス停下車。
- JR甲府駅・酒折駅入口・石和八幡宮より山梨交通76番・90番「御所循環」に乗車し「八代四ツ角」バス停下車、徒歩12分。